# 彭世坤
彭 世坤（ポン・シーコン、2000年8月26日 - ）は、中国の男子バレーボール選手である。

## 来歴
中国の四川省徳陽市出身。12歳の頃、先生に誘われたのをきっかけにバレーボールを始める。
2017年、中国U19代表としてアジアU19選手権に出場。
2019年、中国代表としてネーションズリーグとアジア選手権に出場。
2021年、V.LEAGUE DIVISION1のサントリーサンバーズに入団した。その後、9月に開催されたアジア選手権に出場。
2023年、2022/23シーズン終了をもってサントリーサンバーズを退団し、上海金色年華に加入した。
2024年、パリ・バレー入団が発表された。
2025年、SVリーグの大阪ブルテオンに入団。

## 球歴
- 中国代表
  - ネーションズリーグ - 2019年、2022年、2023年
  - アジア選手権 - 2019年、2021年
- 中国U19代表
  - アジアU19選手権 - 2017年

## 所属チーム
- 四川男排
- サントリーサンバーズ （2021-2023年）
- 上海金色年華（中国語版）（2023-2024年）
- パリ・バレー（2024-2025年）
- 大阪ブルテオン（2025年-）